# 1279 dans les croisades
- Mamelouks :      As-Said Nâsir ad-Dîn Baraka Khan ben Baybars, Al-Adil Badr ad-Dîn Salamish ben az-Zahir Baybars, Al-Mansûr Sayf ad-Dîn Qala'ûn al-Alfi

Cette page regroupe les évènements concernant les Croisades qui sont survenus en 1279 :
- Début 1279 : le sultan mamelouk Barakah envahit le Royaume arménien de Cilicie
- 27 novembre : début du règne d'Al-Mansur Qala'ûn, sultan mamelouk d’Égypte[1].
- Fin 1279 : Al-Adil Badr ad-Dîn Salamish ben az-Zahir Baybars est envoyé en exil à Constantinople[2].